# ویلیام استو
ویلیام استو (انگلیسی: William Stowe; ۲۳ مارس ۱۹۴۰ – ۸ فوریهٔ ۲۰۱۶) قایقران روئینگ اهل ایالات متحده آمریکا بود.
وی در مسابقات کشوری و بین‌المللی در مجموع برندهٔ ۲ مدال طلا، ۱ مدال برنز شده‌است.